# Hirtaeschopalaea dorsana
Hirtaeschopalaea dorsana är en skalbaggsart som beskrevs av Holzschuh 1999. Hirtaeschopalaea dorsana ingår i släktet Hirtaeschopalaea och familjen långhorningar. Inga underarter finns listade i Catalogue of Life.